# شوشارا
شوشارا (به صربی: Šušara) یک منطقهٔ مسکونی در صربستان است که در Vršac municipality واقع شده‌است. شوشارا ۳۱۹ نفر جمعیت دارد و ۱۶۹ متر بالاتر از سطح دریا واقع شده‌است.